# Piledriver (альбом Status Quo)
Piledriver — пятый студийный альбом британской рок-группы Status Quo, выпущенный в 1972 году.
Piledriver первый альбом группы, спродюсированный самостоятельно, а также первый на лейбле Vertigo Records, после их ухода с Pye Records. Помимо собственных композиций в альбом вошла кавер-версия песни «Roadhouse Blues» The Doors с альбома 1970 года Morrison Hotel.

## Список композиций
| №  | Название              | Автор(ы)                    | Длительность |
| -- | --------------------- | --------------------------- | ------------ |
| 1. | «Don’t Waste My Time» | Фрэнсис Росси, Боб Янг      | 4:18         |
| 2. | «Oh Baby»             | Фрэнсис Росси, Рик Парфитт  | 4:33         |
| 3. | «A Year»              | Алан Ланкастер, Берни Фрост | 5:50         |
| 4. | «Unspoken Words»      | Фрэнсис Росси, Боб Янг      | 5:10         |

| №  | Название          | Автор(ы)                                                | Длительность |
| -- | ----------------- | ------------------------------------------------------- | ------------ |
| 1. | «Big Fat Mama»    | Фрэнсис Росси, Рик Парфитт                              | 5:53         |
| 2. | «Paper Plane»     | Фрэнсис Росси, Боб Янг                                  | 2:57         |
| 3. | «All the Reasons» | Рик Парфитт, Алан Ланкастер                             | 3:43         |
| 4. | «Roadhouse Blues» | Джон Денсмор, Робби Кригер, Рэй Манзарек, Джим Моррисон | 7:28         |

| №  | Название                                            | Автор(ы)                                                         | Длительность |
| -- | --------------------------------------------------- | ---------------------------------------------------------------- | ------------ |
| 1. | «Joanne» (Би-сайд к синглу «Caroline»)              | Алан Ланкастер                                                   | 4:11         |
| 2. | «Lonely Night» (Би-сайд к синглу «Break the Rules») | Алан Ланкастер, Фрэнсис Росси, Боб Янг, Джон Коглан, Рик Парфитт | 3:16         |

| №  | Название                                  | Автор(ы)               | Длительность |
| -- | ----------------------------------------- | ---------------------- | ------------ |
| 1. | «Don’t Waste My Time» (концертная версия) | Фрэнсис Росси, Боб Янг | 4:17         |

## Участники записи
- Фрэнсис Росси — вокал, гитара
- Рик Парфитт — гитара, клавишные, вокал
- Алан Ланкастер — бас-гитара, вокал
- Джон Коглан — ударные

Приглашённые музыканты:
- Боб Янг[англ.] — губная гармоника на «Roadhouse Blues»
- Джимми Хоровиц — фортепиано на «Roadhouse Blues»

## Позиции в хит-парадах и коммерческие показатели
| Год  | Хит-парад                              | Высшая позиция | Пребывание в чарте |
| ---- | -------------------------------------- | -------------- | ------------------ |
| 1973 | Австралия (Kent Music Report)          | 16             | нет данных         |
| 1973 | Великобритания (UK Albums Chart)       | 5              | 30 недель          |
| 1973 | Норвегия (VG-lista)                    | 23             | 2 недели           |
| 1973 | Финляндия (Suomen virallinen lista)    | 13             | 14 недель          |
| 1973 | ФРГ (Offizielle Top 100)               | 31             | 2 недели           |
|      |                                        |                |                    |
| 1974 | Великобритания (UK Albums Chart)       | 41             | 2 недели           |
|      |                                        |                |                    |
| 1975 | Великобритания (UK Albums Chart)       | 38             | 4 недели           |
|      |                                        |                |                    |
| 2014 | Великобритания (Physical Albums Chart) | 66             | 1 неделя           |
| 2014 | Великобритания (UK Albums Chart)       | 90             | 1 неделя           |
| 2014 | Шотландия (Scottish Albums Chart)      | 83             | 1 неделя           |
|      |                                        |                |                    |
| 2017 | Великобритания (Physical Albums Chart) | 100            | 1 неделя           |
| 2017 | Великобритания (Vinyl Albums Chart)    | 22             | 1 неделя           |

| Регион | Сертификация | Продажи  |
| --- | ------------ | -------- |
| Австралия (ARIA) | Платиновый   | 50 000^  |
| Великобритания (BPI) | Золотой      | 100 000^ |
| Франция (SNEP) | Золотой      | 100 000* |
| Швеция (GLF) | Золотой      | 50 000^  |
| * Данные о продажах приведены только на основе сертификации. ^ Данные о тиражах приведены только на основе сертификации. |              |          |